# Bourreria spathulata
Bourreria spathulata là loài thực vật có hoa trong họ Mồ hôi. Loài này được (Miers) Hemsl. mô tả khoa học đầu tiên năm 1882.